# Огненный столп (сборник стихов Гумилёва)
«Огненный столп» — девятый сборник стихов Николая Гумилёва, выпущенный в 1921 году в Петрограде издательством «Петрополис». Последняя прижизненная книга стихов поэта, считающаяся вершиной его творчества.

## Создание
После длительной паузы, связанной с тяжелыми условиями жизни в красном Петрограде и невозможностью публиковаться из-за гибели периодической печати при военном коммунизме, со второй половины 1919 года Гумилев испытывал «фантастический» творческий подъем, насильственно прерванный советской властью лишь спустя два года. Корней Чуковский назвал этот период гумилевского акме «болдинской осенью» поэта.
К концу августа 1919 были написаны «Евангелическая церковь», «Мой час», «Канцона», «Естество», «Душа и тело», «Слово», «Лес» и «Персидская миниатюра», позднее появились «Заблудившийся трамвай», «Шестое чувство», «Перстень», «Молитва мастеров», «Леопард» и другие стихи. Несколько стихотворений, вошедших в сборник, были опубликованы в прессе после объявления в марте 1921 НЭПа и возобновления в Петрограде полноценной издательской деятельности. Саму рукопись «Огненного столпа» поэт отдал в издательство Якова Блоха «Петрополис» еще 18 декабря 1920, к концу месяца закончил «Звёздный ужас» и приступил к работе над «Поэмой Начала». Летом 1921, за несколько дней до ареста, Гумилев дополнил сборник стихотворением «Мои читатели», ставшим его поэтическим завещанием.
Книга, посвященная жене поэта Анне Николаевне Энгельгардт, вышла в августе, уже после ареста Гумилева, но еще до его убийства, так как в Жизни искусства за 16—21.08.1921 о ее издании сообщалось как о предстоящем «факте этой недели». Выпущенное рабоче-крестьянской властью 1 сентября сообщение об убийстве чекистами 61 человека из числа арестованных по Таганцевскому делу, произвело, по свидетельству мемуаристов, шокирующее впечатление на Петроград и придало публикации сборника трагическую окраску.

## Название
По утверждению Ирины Одоевцевой первоначально Гумилев намеревался озаглавить сборник «На половине странствия земного», что было одобрено на заседании Цеха поэтов, но на следующий день сообщил мемуаристке, что переименует книгу в «Огненный столп», так как ранее выбранное название «может сократить ему жизнь». В вашингтонском собрании сочинений также утверждается, что первоначально сборник должен был называться «Посредине странствия земного», но, как полагают некоторые исследователи, под этим названием в действительности имеется в виду рукопись сборника «К Синей звезде», изданного в 1923 году в Берлине. При этом Анна Ахматова была уверена, что «Посередине странствия земного» было первоначальным названием «Огненного столпа»).
Название сборника взято из Ветхого Завета, где этот образ используется в связи с исходом евреев из Египта: «Господь же шел пред ними днем в столпе облачном, показывая им путь, а ночью в столпе оrненном, светя им, дабы идти им и днем, и ночью». По мнению Н. А. Богомолова также возможна отсылка к ницшевскому «Заратустре» (в переводе 1906 года: «Горе этому большому городу! — И я хотел бы уже видеть огненный столп, в котором он сгорает! Ибо эти огненные столпы должны предшествовать великому полудню»), а Сергей Маковский предполагал, что название книги, в которой любовь приобретает «несколько эзотерический смысл», может восходить к стихотворению Гумилева «Много есть людей, что, полюбив…», где есть строки «Если бы могла явиться мне Молнией спасительной Господней, И отныне я горю в оrне, Вставшем до небес из преисподней»  относящиеся к девушке, отказавшей ему в 1917 году в Париже, что могло стать косвенной причиной гибели поэта, который, по мнению мемуариста, в противном случае, вероятно, не вернулся бы в красную Россию.

## Состав
Анне Николаевне Гумилевой
- Память
- Лес
- Слово

Душа и тело
- 1. «Над городом плывет ночная тишь…»
- 2. «Закат из золотого стал как медь…»
- 3. «Когда же слово Бога с высоты…»
- Канцона первая («Закричал громогласно…»
- Канцона вторая («И совсем не в мире мы, а где-то…»)
- Подражание персидскому
- Персидская миниатюра
- Шестое чувство
- Слоненок
- Заблудившийся трамвай
- Ольга
- У цыган
- Пьяный дервиш
- Леопард
- Молитва мастеров
- Перстень
- Дева-птица
- Мои читатели
- Звездный ужас

## Критика
Неизменный противник поэзии Гумилева Эрих Голлербах в своей рецензии на этот раз отдает должное его достижениям:

«Огненный столп» являет собою естественное продолжение «Костра». Для Гумилева вообще характерна органическая связанность всех книг. Начиная с «Пути конквистадоров» и кончая «Огненным столпом» поэт неизменно шел одной и тою же дорогой: к совершенству формы, к магии слова, к деспотическому овладению стихом. Трудно связать с именем Гумилева идейные искания, мятежную мечтательность. Настойчиво и неуклонно завоевывал он стих и, надо признать, завоевал (…) Есть в «Огненном столпе» стихотворения незабываемые: «Память», «Канцона вторая», «Шестое чувство». Жаль, что в сборник включен неудачный «Заблудившийся трамвай» и «Лес» с его «пэром Круглого стола».— «Вестник литературы». 1921, № 10, с. 9
Похвально отозвался на сборник серапионов брат Лев Лунц («Книжный угол». 1922, № 8. С. 52), отметивший, что «"Огненный столп" — прекрасная книга, лучшая из всех книг Гумилева. Правда, и в ней есть неудачные произведения (поэма «Звездный ужас»), но философские, «умные» стихи, самый трудный род поэзии, на котором зачастую срывались первоклассные поэты, — эти стихи удались Гумилеву мастерски».
Футурист Сергей Бобров раскритиковал неприемлемую для него гумилевскую эстетику, написав, что при наличии немалого таланта автор «Огненного столпа» «большим поэтом никогда не был и было бы только курьезно спрашивать у него широкой и всякому нужной поэзии».
По мнению Георгия Иванова, хорошо знакомого с поэзией Гумилева, «Огненный столп» «более чем любая из его предыдущих книг полна напряженного стремления вперед по пути
полного овладения мастерством поэзии в высшем (и единственном) значении этого слова». При этом «Огненный столп»:

…характернейшая, но вряд ли самая сильная из книг Гумилева. Зная все его творчество, мы знаем, что он почти всегда находил удачное разрешение поставленных себе задач. Аналогия с «Чужим небом» — здесь вполне уместна. Наступление в недоступные еще поэту области было начато в «Чужом небе», но достижения совершенной победы собраны не в нем, а в более отстоявшихся «Колчане» и «Костре». Так и здесь — целый ряд ритмических, композиционных и эйдолологических завоеваний намечается в «Огненном столпе», но вчерне, наспех, в горячке созидания, и поэтому местное значение многих (составляющих ядро сборника) стихотворений не соответствует их самодовлеющей ценности.— О поэзии Н. Гумилева // Летопись Дома литераторов, 1.11.1921 (№ 1). — С. 3
Николай Оцуп в своем очерке пишет, что посредственных стихотворений в сборние нет, все стоят много выше среднего уровня. При этом:

Военные стихи «Колчана», африканские стихи «Шатра», так же как и некоторые стихи «Костра», посвященные природе, северу, России, стоят, может быть, выше большинства стихов «Огненного столпа». Но притягательность отдельных стихов, предшествующих последнему сборнику поэта, заключается прежде всего в острых ощущениях Гумилева, который, переживая пьянящие приключения, одновременно изображал их в своей поэзии яркими красками. Совершенство же стихов, собранных в «Огненном столпе», является как бы вознаграждением поэту за долгие усилия ремесленника, вечно стремящегося к лучшему.— Оцуп Н. А. Николай Гумилев: Жизнь и творчество. — СПб., 1995. — С. 155

## Комментарии
1. ↑  В самой книге в конце указано, что издание «отпечатано в 15-й Государственной типографии (бывш. Голике и Вильборг) в августе 1921 года», а место издания на обложке и титульном листе обозначено как Петербург